# Elektrofoni
Elektrofoni glasbeni instrumenti so skupina glasbil, pri katerih je zvok generiran s pomočjo električnega toka, ojačan in posredovan v okolico s pomočjo zvočnika.
Mednje spadajo instrumenti, pri katerih je zvok umetno sintetiziran, pa tudi glasbila, ki izhajajo iz skupine akustičnih instrumentov, vendar nimajo samostojne resonančne ojačitve (npr. električna kitara, električna violina itd.).